# Schloss Hausen im Tal

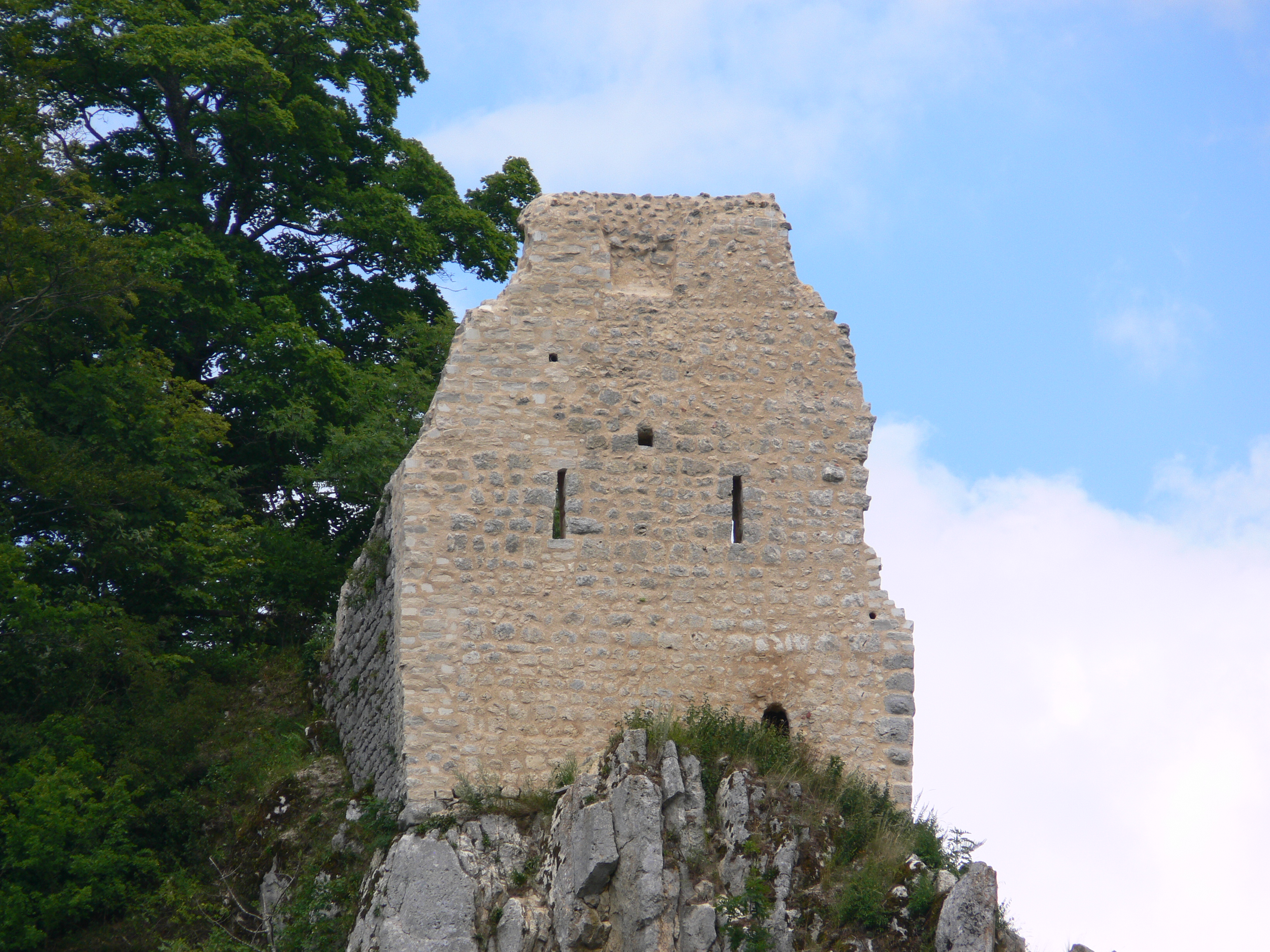
Die Ruine des Schlosses Hausen im Tal

Das Schloss Hausen, auch Ruine Hausen genannt, ist die Ruine eines Schlosses oberhalb der Ortschaft Hausen im Tal, eines Ortsteils von Beuron im Landkreis Sigmaringen in Baden-Württemberg.

## Lage

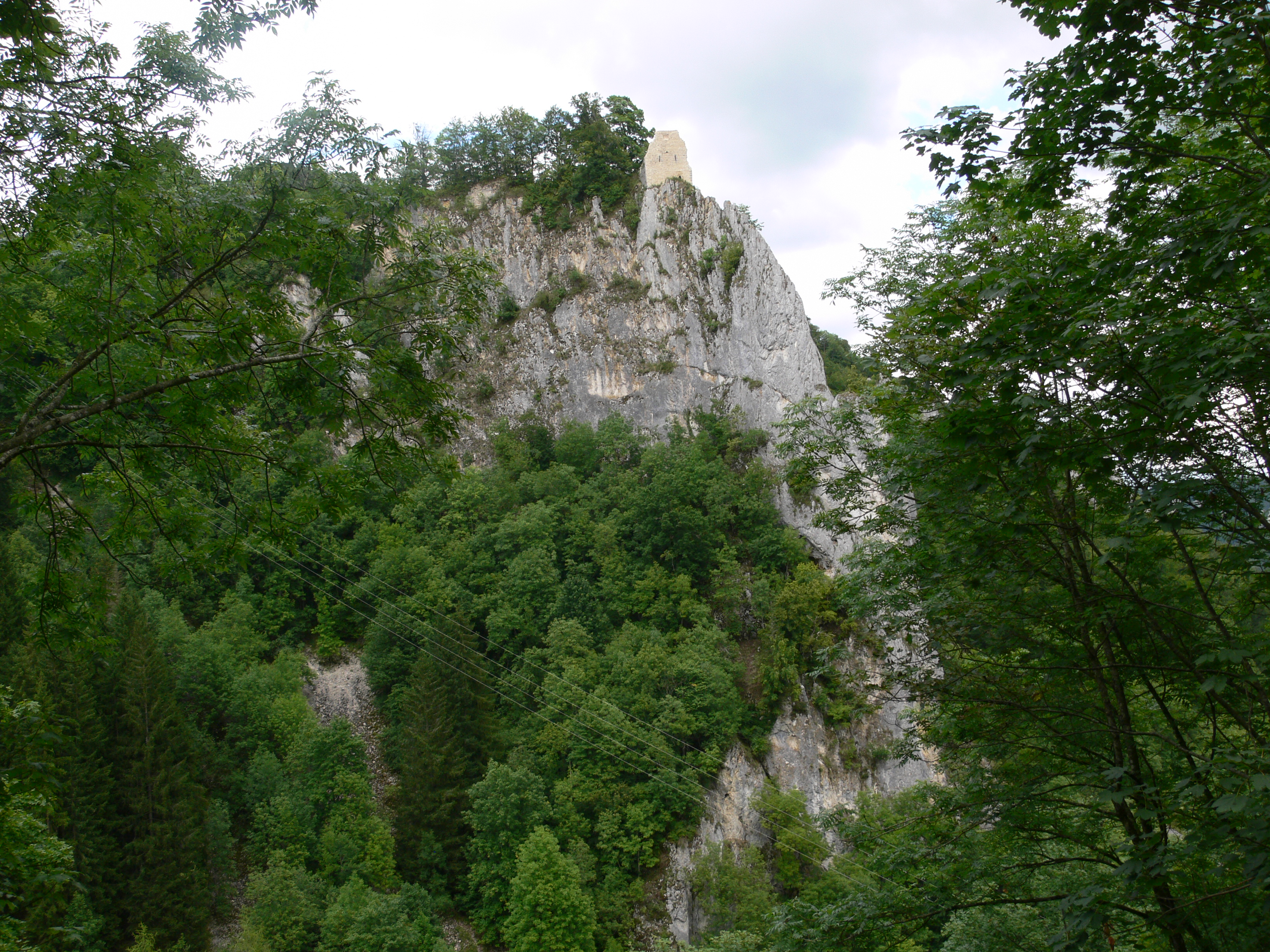

Die frei zugängliche Burgruine der einstigen Spornburg der Herren von Hausen befindet sich nördlich des Ortes spektakulär hoch oben auf einem Felsen im Donautal. Der Höhenunterschied zwischen Burg- und Donauniveau beträgt fast 200 Höhenmeter (Burg ca. 792 Meter über Normalnull, Donautal 593 Meter über Normalnull). In schwindelerregender Höhe ist die Giebelwand der Ruine markantes Wahrzeichen von Hausen im Tal im Naturpark Obere Donau. Im Ort Hausen im Tal befindet sich die Kirche St. Nikolaus mit Epitaphien der Herren von Hausen. Bis Sixt von Hausen († 1549) war die Burg herrschaftlicher Sitz der gleichnamigen Herrschaft Hausen.

## Geschichte

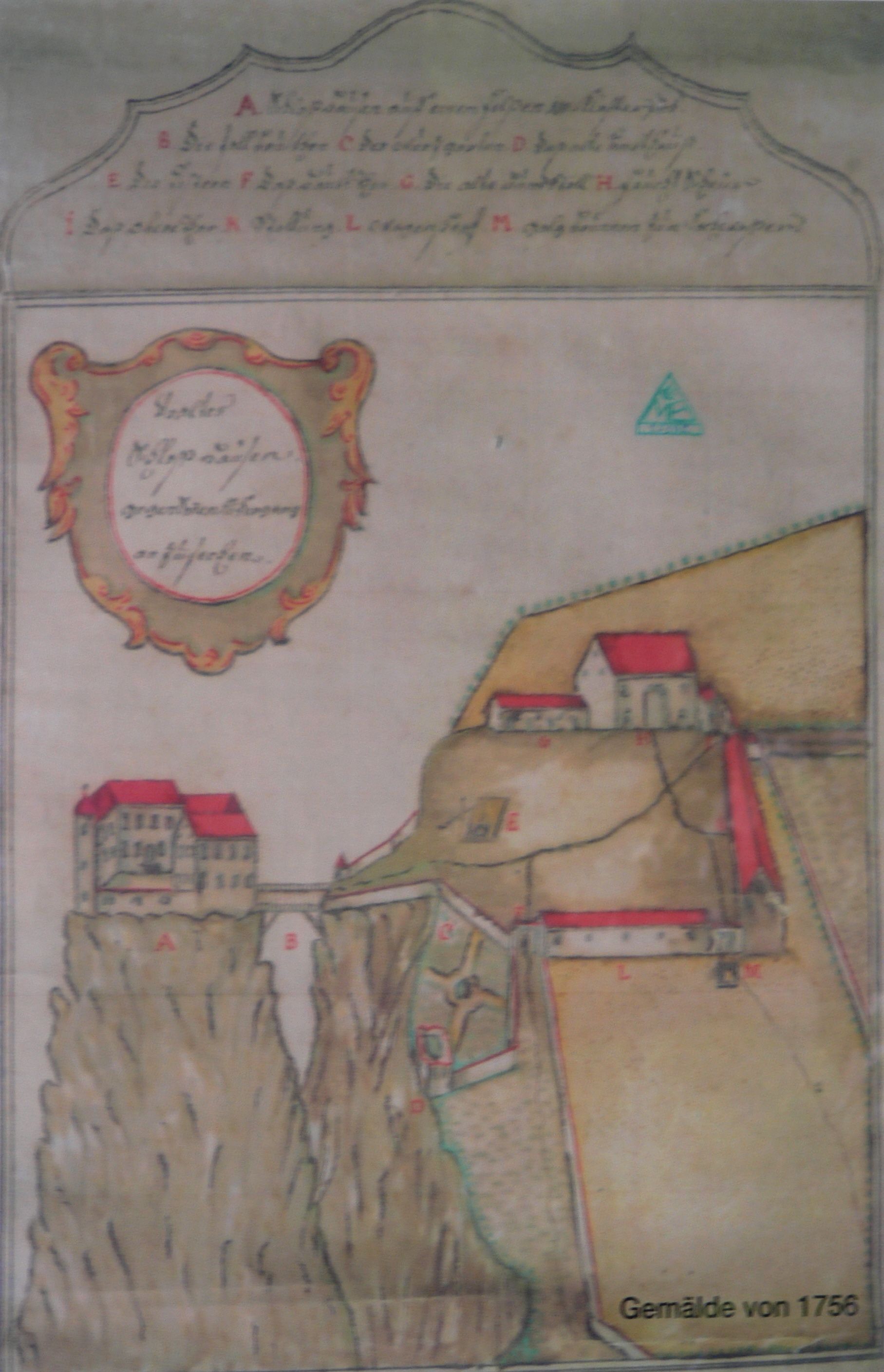
Schloss Hausen 1755

Das Schloss Hausen entstand in vier Bauphasen vom 11. Jahrhundert an. Im Jahre 1094 wird die Burg erstmals im Besitz des edelfreien Geschlechts derer von Hausen genannt. 1209 nennen sich Ramsberger nach der Burg Ritter von Hausen. Unter ihnen wird die Burg ausgebaut. Im 14. und 15. Jahrhundert erfolgen weitere Um- und Erweiterungsbauten. Ab dem Jahr 1648 kommt es zu mehreren Besitzerwechseln. Zuvor noch als „ein staatliches Gebäude“ beschrieben, wurde im Jahr 1813 mit dem Abbruch begonnen.
1944 plante Martin Heidegger, den markanten Turm zu restaurieren, um diesen neben seiner Hütte in Todtnauberg zu einem weiteren Refugium zu machen. Das Projekt scheiterte jedoch am Mangel von Material und Arbeitskräften.
Im Jahr 2007 war eine Sanierung der Giebelwand dringend erforderlich. Da diese einzige von der Burg erhaltene Wand einzustürzen drohte, wurde die Ruine für 50.000 Euro durch die Aktion Ruinenschutz Oberes Donautal aufwändig saniert. Der Gerüstbau am Abgrund und die Mauerwerksarbeiten stellten für alle Beteiligten eine Herausforderung dar.
Es wurde von der Denkmalstiftung Baden-Württemberg zum „Denkmal des Monats Februar 2008“ ernannt.

## Anlage
Die ursprüngliche Gesamtanlage von Schloss Hausen setzt sich zusammen aus der Kernburg, dem Palas, dem Saalbau, dem Bergfried, Zugbrücke und Vorwerk, einer steinernen Bogenbrücke, einem Wartturm sowie einem inneren und einem äußeren Schlossgarten.
Vom Bergfried sind noch Buckelquader zu sehen. Sie zeugen von einem fünfeckigen Turm.
Das Gelände samt Schloss befindet sich im Privatbesitz des Adelshauses Douglas und wird vom Gräflich Douglas’schen Forstamt gepflegt.